# Tjenstemannabanken

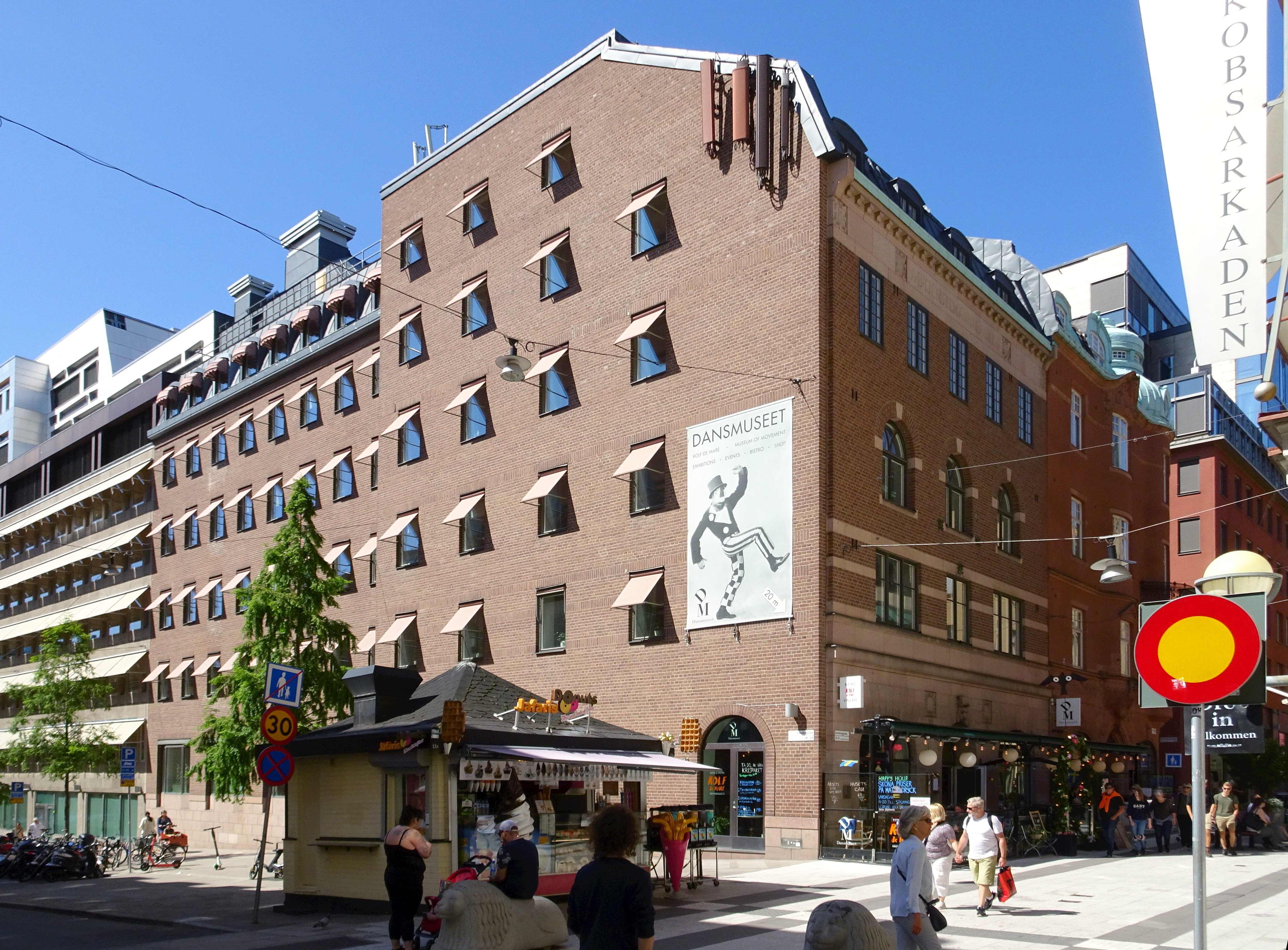
Före detta bankbyggnaden på Drottninggatan 15, augusti 2020.

Tjenstemannabanken är en byggnad i kvarteret Loen vid Drottninggatan 15 i Stockholm uppförd 1906 av AB Tjenstemannabanken. Byggnaden är grönmärkt av Stadsmuseet i Stockholm, vilket innebär att den anses vara ”särskilt värdefull från historisk, kulturhistorisk, miljömässig eller konstnärlig synpunkt”.

## Historik

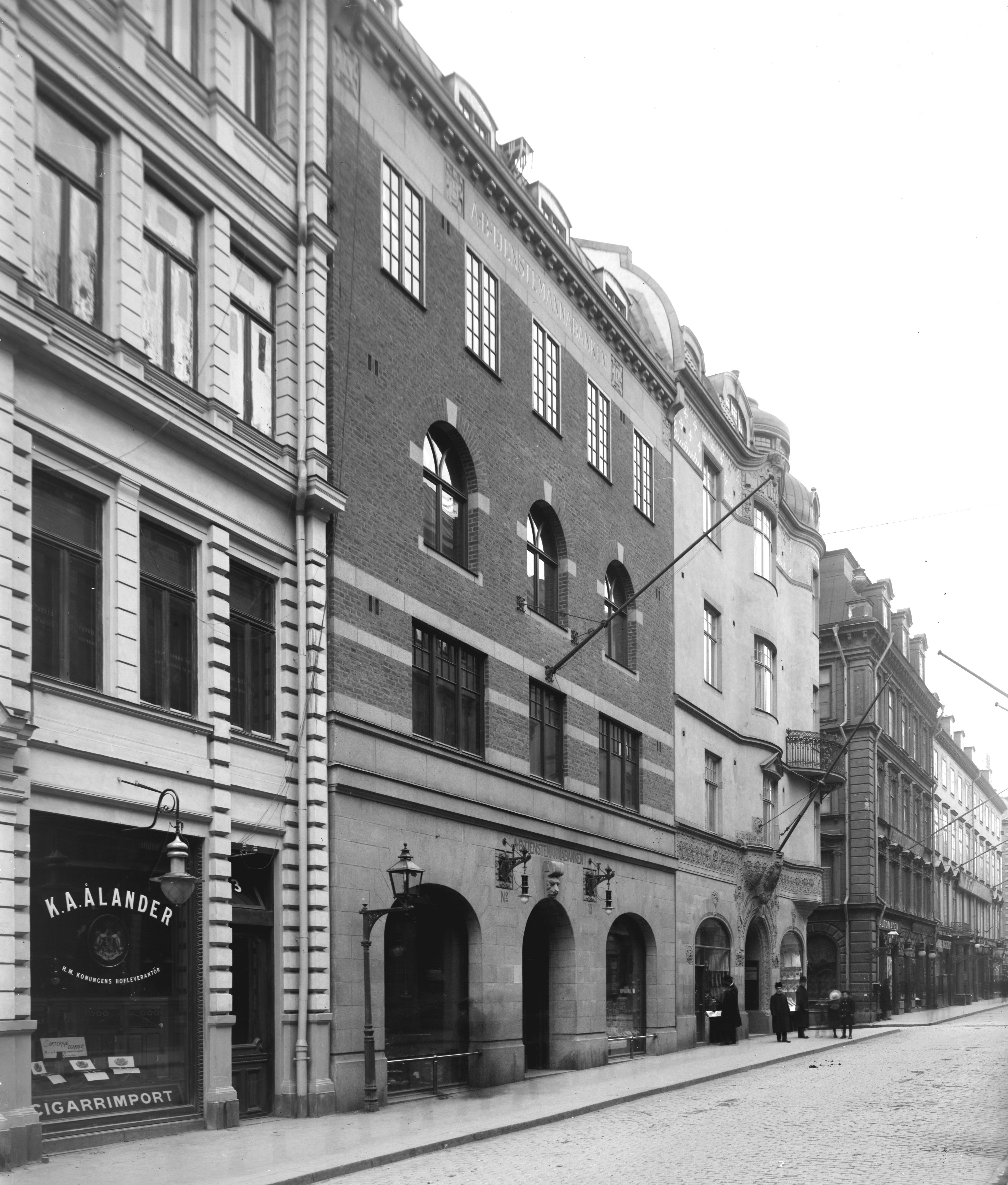
Byggnaden 1909.

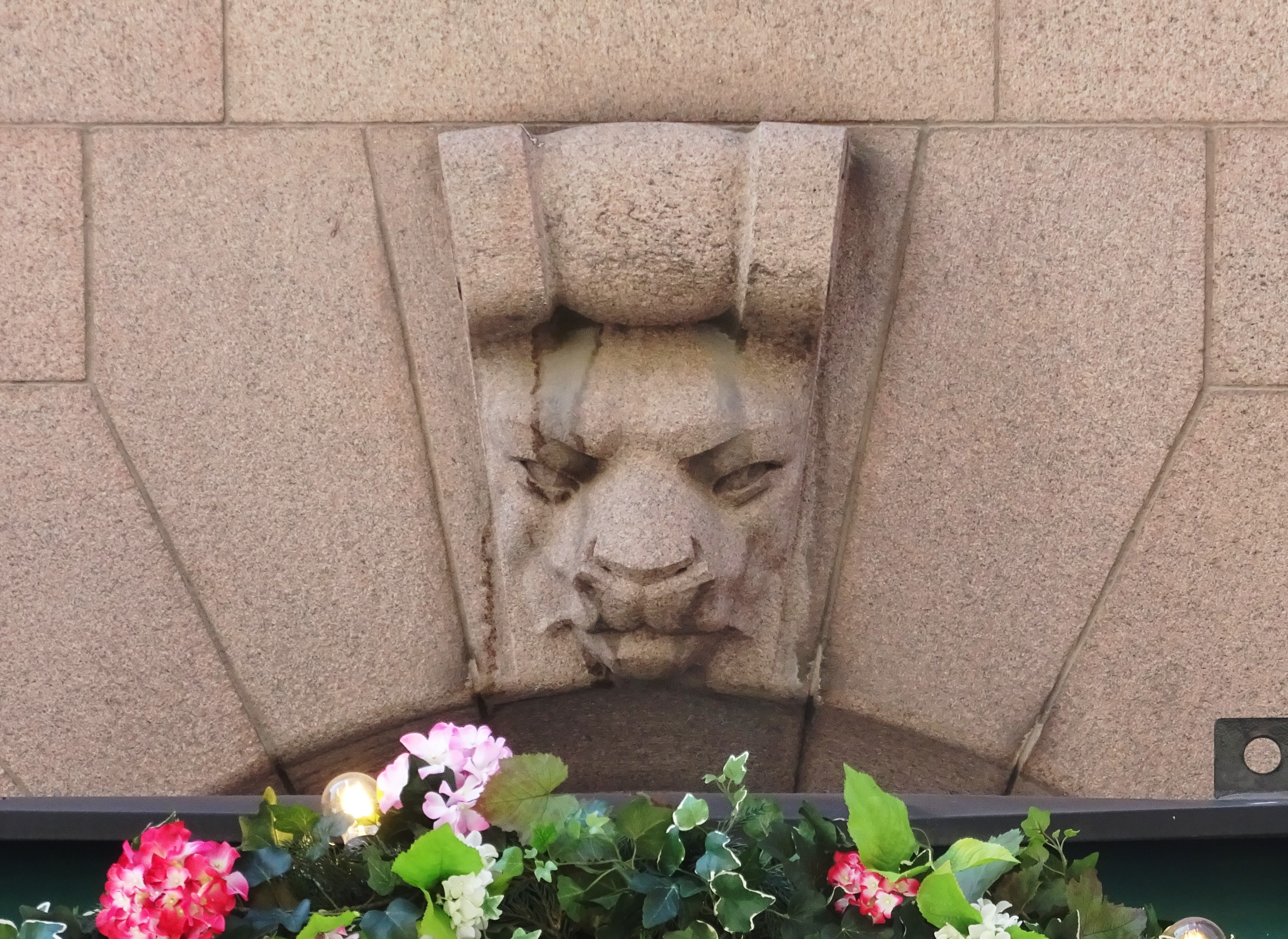
Lodjurshuvudet över entrén.

Bankens byggnad uppfördes på den tomt där Lars Magnus Ericssons första verkstad varit inhyst på bakgården sedan 1873. Tjenstemannabanken startade sin verksamhet 1896 i Skandinaviska kreditaktiebolagets tidigare lokaler vid Storkyrkobrinken 13. Banken tillhörde den kategori banker som vid sidan av affärsbanker vid denna tiden startades av intresseorganisationer. Skillnaden går igen i den nya byggnad som Ernst Stenhammar ritade och som 1906–08 restes utmed Drottninggatan. 
Fasaden visar stora likheter med Stenhammars samtida byggnad för Wermlands Enskilda bank i Karlstad, men skalan är mindre och former och detaljer återhållsamma. Det mörka handslagna Helsingborgsteglet introducerades härmed i huvudstaden, där direktionsvåningens infällda rundbåde tvåtrappor upp för tankarna till en loggia. Bottenvåningens släta fasad med de stora öppna rundbågefönstren är utförd i rosa granit från Vätö. Den vid denna tiden nästan pliktskyldiga fasaddekorationen i form av ett merkuriushuvud är utbytt mot ett lodjurshuvud, vilket är en symbol för kvarteret med samma namn.
Bankhallen på gården var välvd upp mot ett plant glastak med spröjsverk i mahogny. Det mörka träslaget gick igen den övriga jugendinredning. Bankhallen är idag riven.
Tjenstemannabanken fusionerades 1918 med Kopparbergs enskilda bank, vilken i sin tur genom rekonstruktion 1922 övertogs av Göteborgs Bank. Banken blev kvar i lokalerna fram en bit in på 1950-talet. Byggnaden har sedan köpts in av staten och huserade en tid Riksgäldskontoret. 
Då Jakobsgatan breddades revs den södra grannfastigheten. Den brandgavel som i och med ingreppet blottades kläddes med Helsingborgstegel och fick nya fönsteröppningar i samband med en om- och nybyggnad 1979. Idag disponeras huset av Regeringskansliet och fastigheten förvaltas av Statens fastighetsverk.

## Bilder

En serie interiörbilder tagen av fotografen Lennart af Petersens 1967
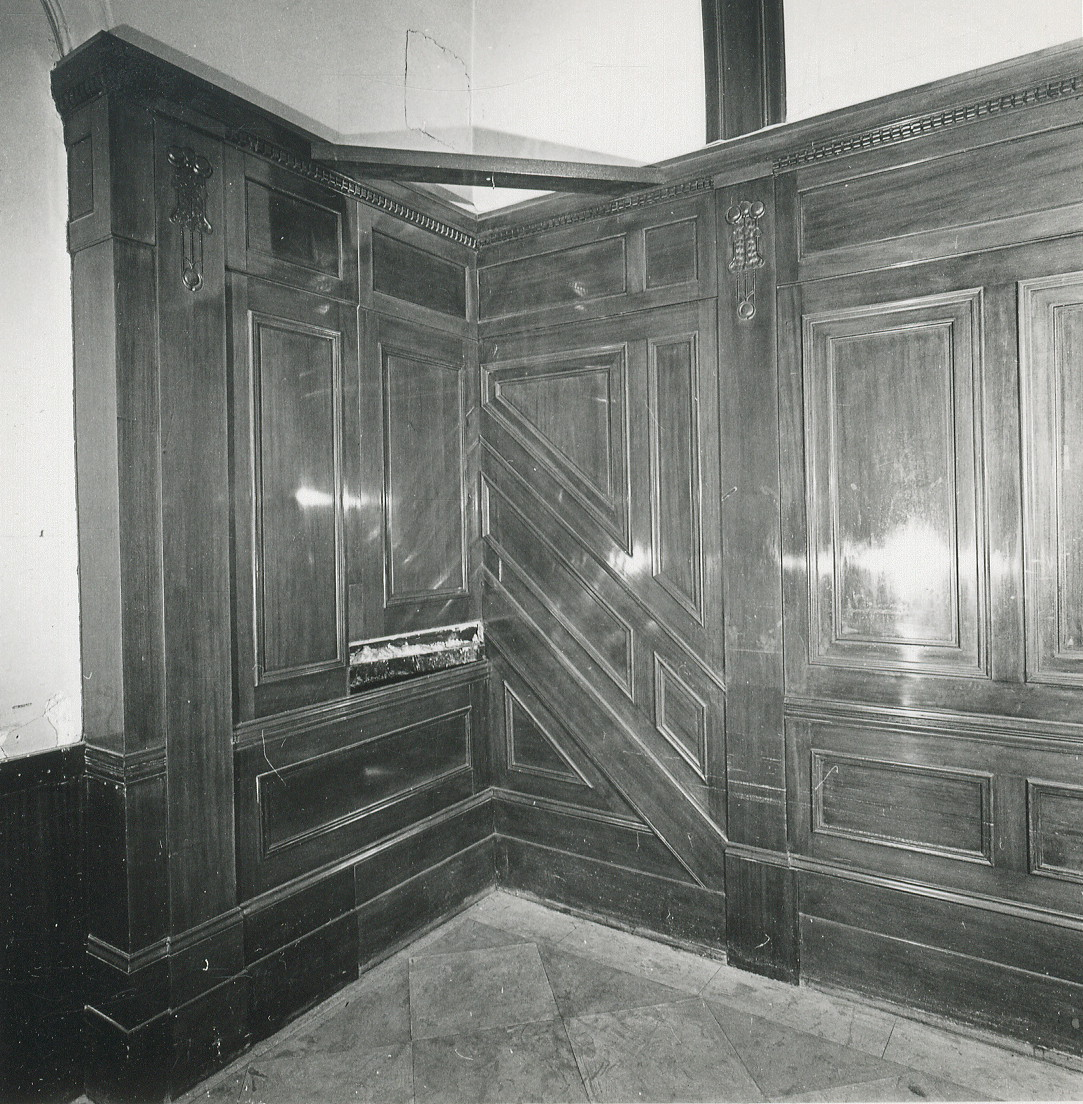
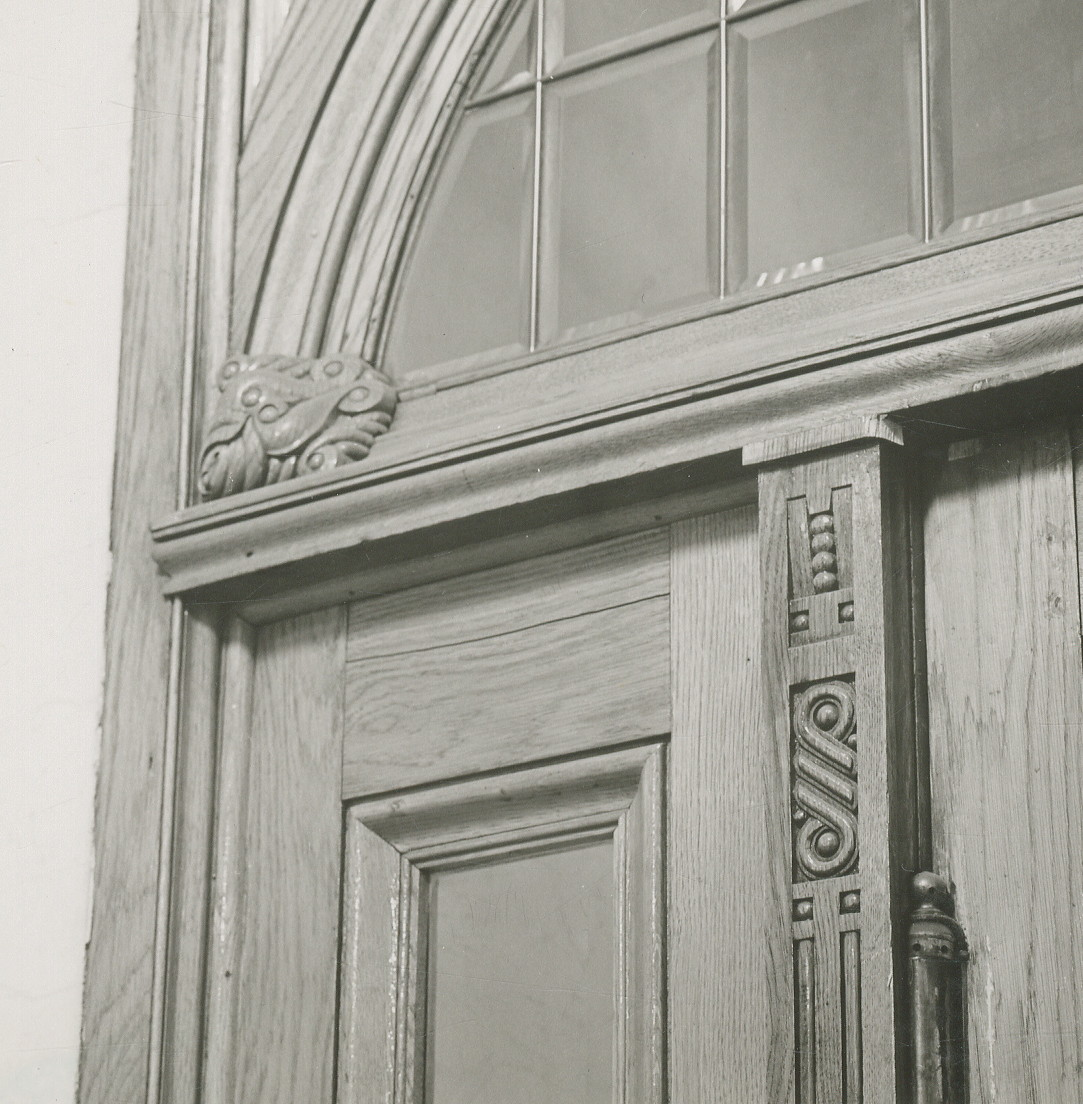
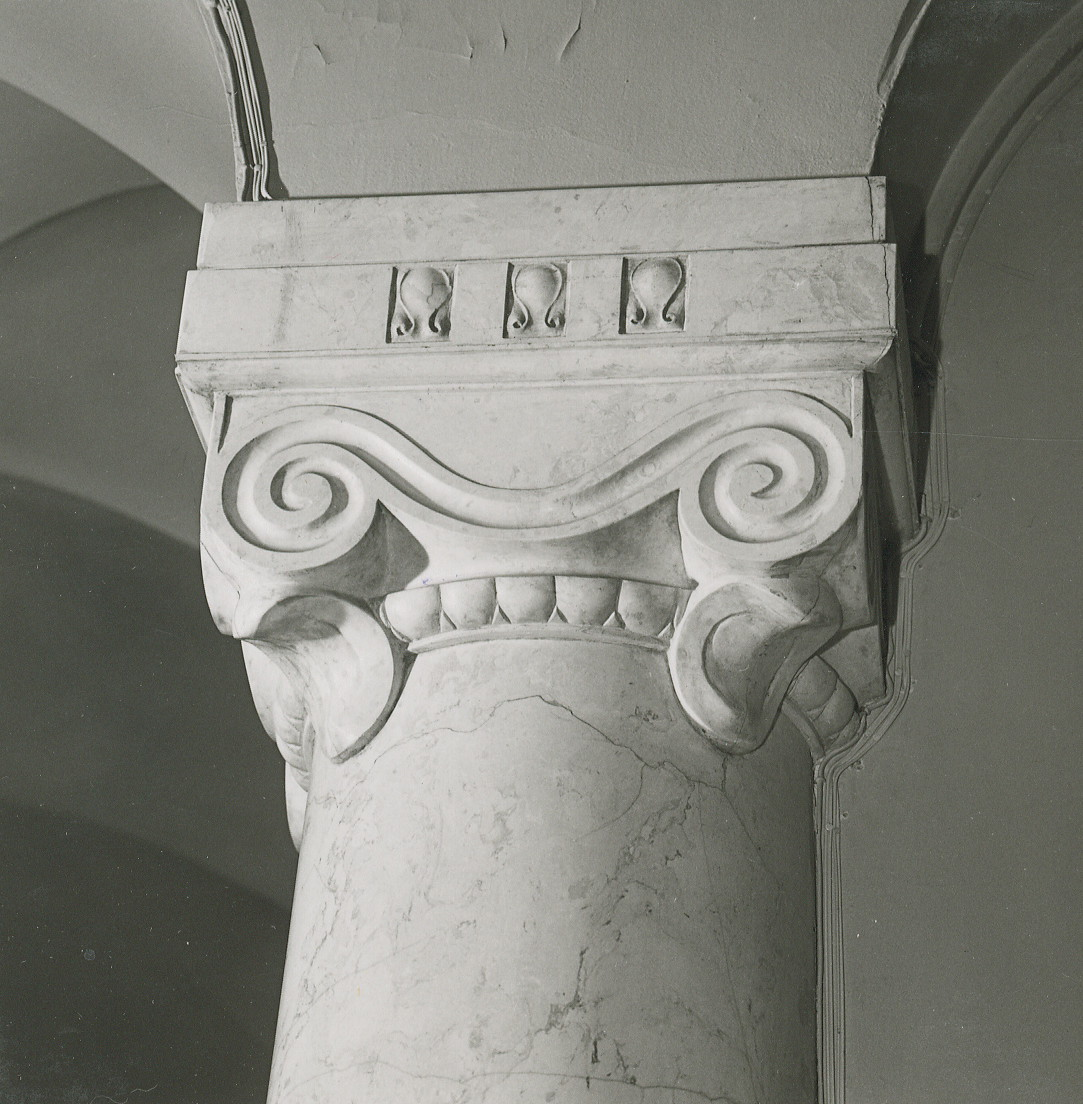
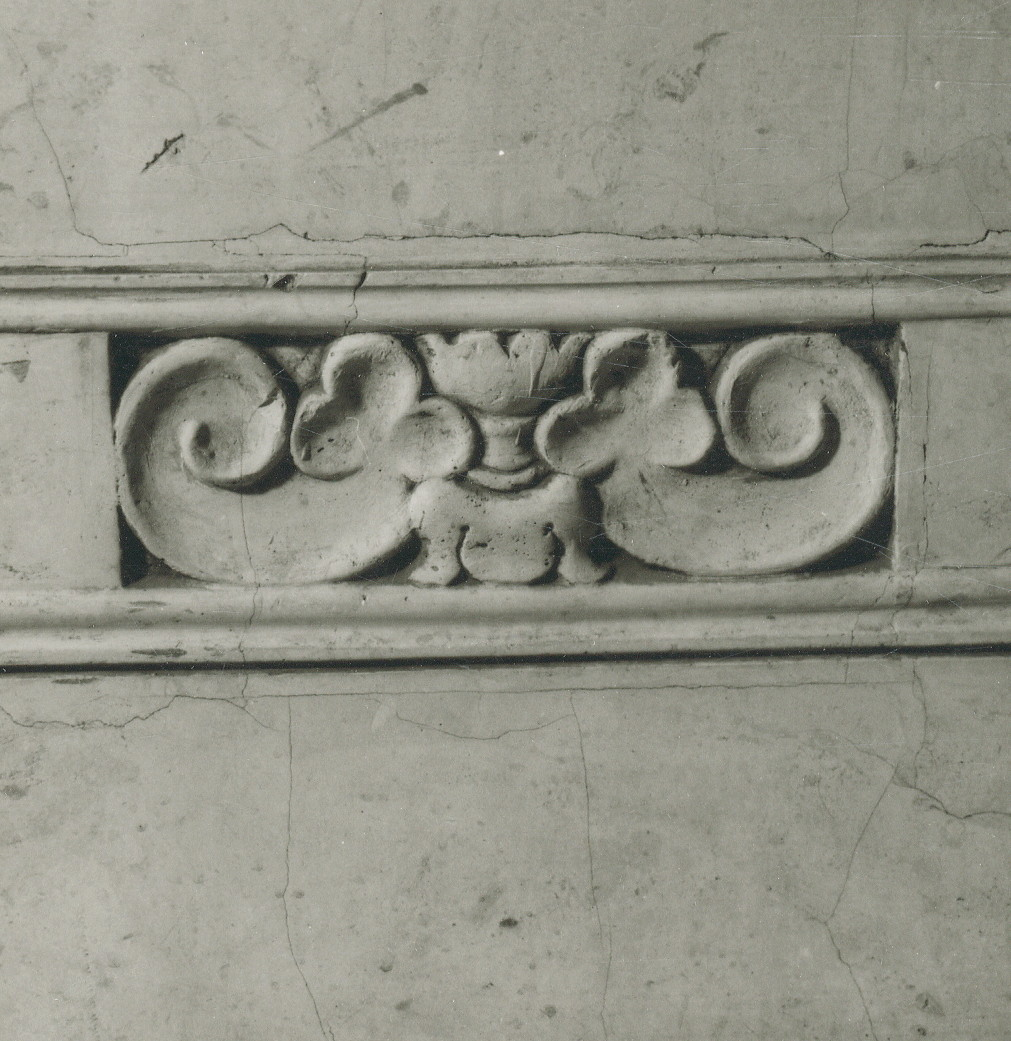
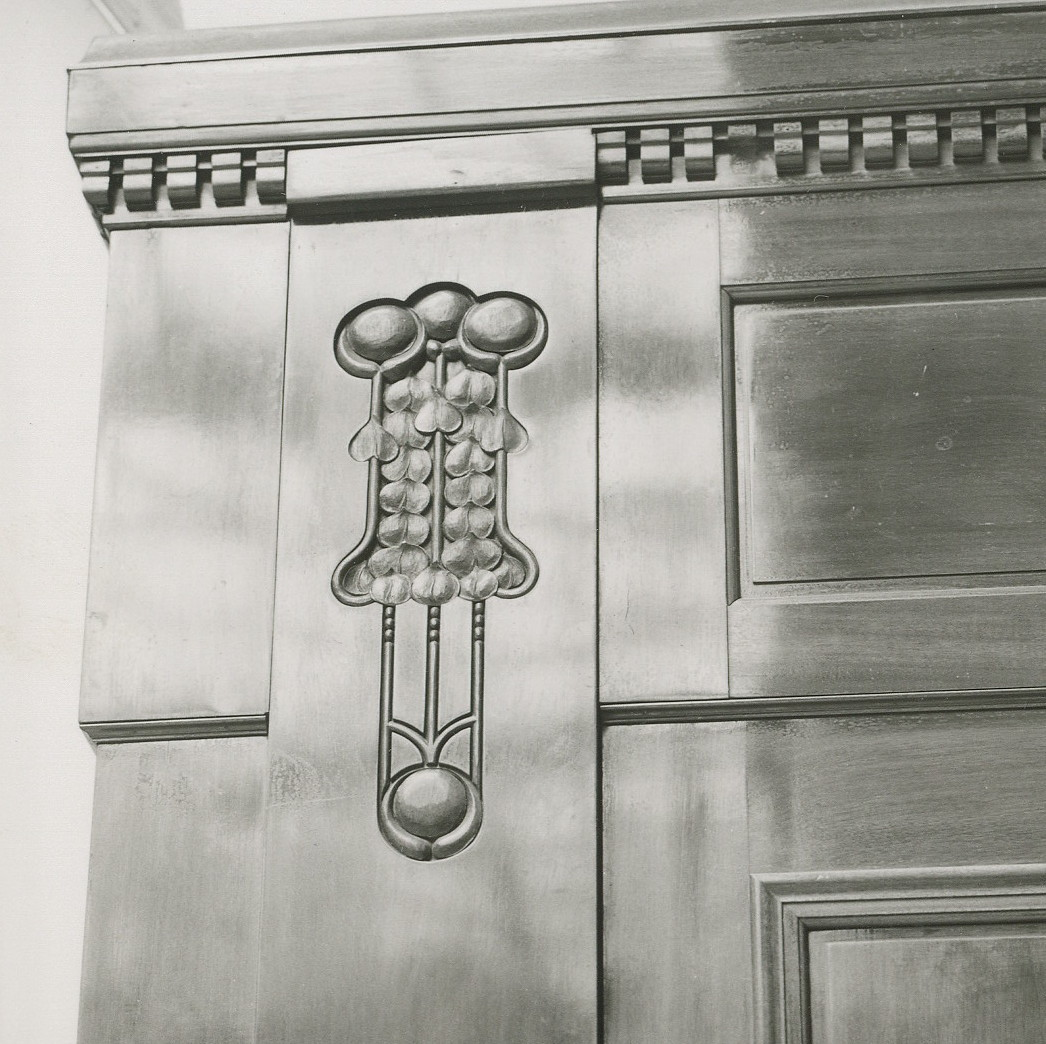
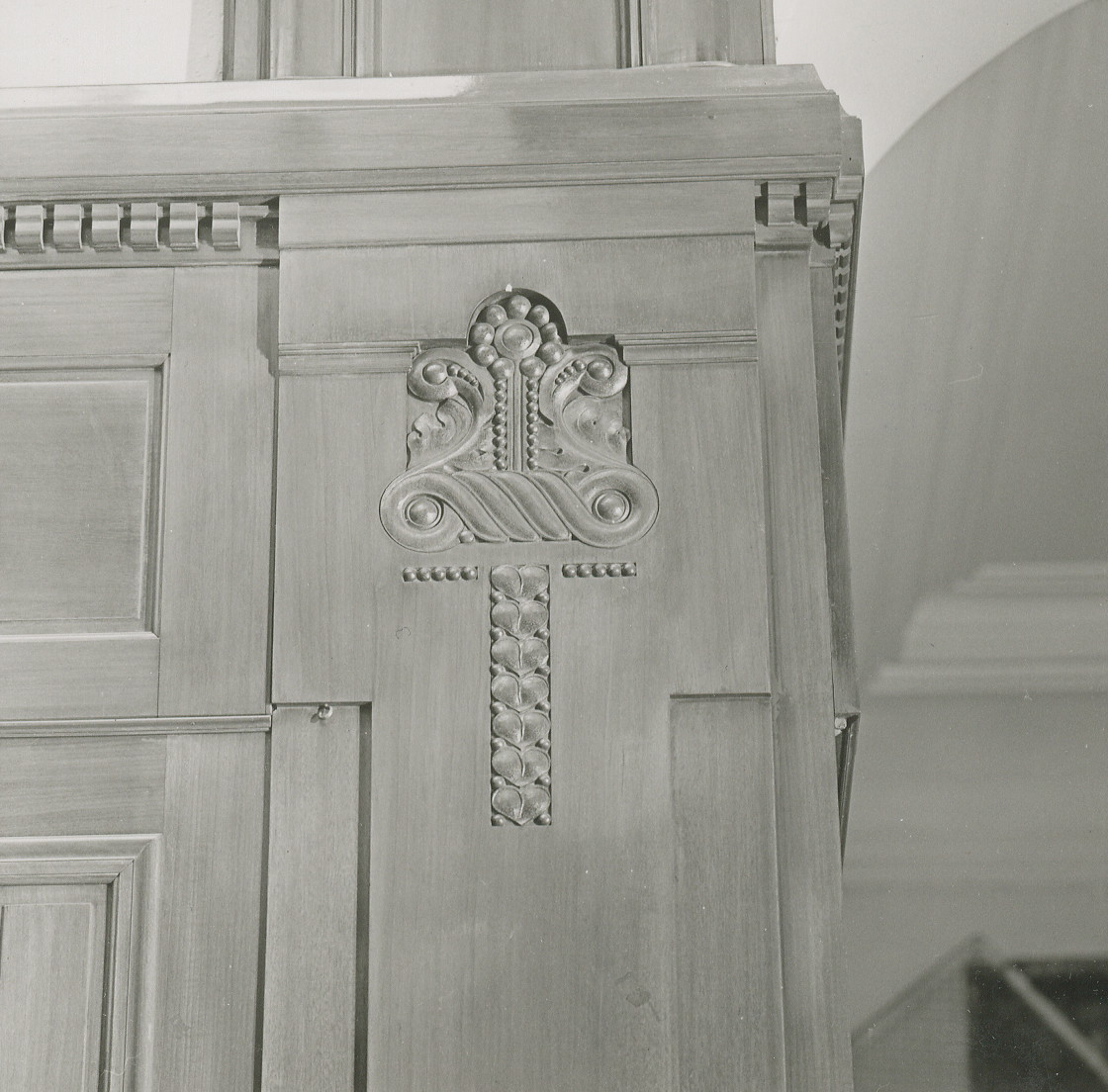